# Деніел Валковіц
Деніел Валковіц (англ. Daniel J. Walkowitz; нар. 1942) — американський історик, професор на факультеті історії та факультеті соціально-культурного аналізу в Нью-Йоркському університеті, фахівець із робітничої та міської історії. Протягом 1989—2004 років курував Програму з дослідження метрополій в університеті та започаткував у ньому Програму з публічної історії.

## Біографія
Здобув ступінь бакалавра з англійської мови (1964) і доктора філософії з історії (1972) в Рочестерському університеті. Викладав у Ратгерском–Нью-Брансвік до переходу в Нью-йоркський університет у 1978 році. Його дружина, Джудіт, — професорка британської історії в Університеті Джонса Хопкінса.
Під час Перебудови досліджував шахтарські страйки на Донбасі.
Є членом Американської історичної асоціації, Організації американських істориків, Національної ради з публічної історії та Асоціації американських досліджень.
У рамках публічної історії працював над кількома документальними та кінопроєктами, намагаючись зробити знання про минуле доступними для широкої аудиторії. Був режисером і співрежисером фільмів «The Molders of Troy» (1980), «Public History Today» (1990), та «Perestroika From Below» (1991). Також працював консультантом у фільмах «The Wobblies», «The Good Fight» та інших.

## Праці

### Книжки
- Stearns, Peter N.; Walkowitz, Daniel J., eds. (1974). Workers in the Industrial Revolution: Recent Studies of Labor in the United States and Europe. Piscataway, NJ: Transaction Publishers.
- Walkowitz, Daniel J. (1978). Worker City, Company Town: Iron and Cotton-Worker Protest in Troy and Cohoes, New York, 1855-84. Urbana and Chicago, IL: University of Illinois Press.
- Frisch, Michael H.; Walkowitz, Daniel J., eds. (1982). Working-Class America: Essays on Labor, Community, and American Society. Urbana and Chicago, IL: University of Illinois Press.
- Siegelbaum, Lewis H.; Walkowitz, Daniel J. (1995). Workers of the Donbass Speak: Survival and Identity in the New Ukraine, 1989-1992. Albany, NY: State University of New York Press.
- Walkowitz, Daniel J. (1999). Working with Class: Social Workers and the Politics of Middle-Class Identity. Chapel Hill, NC: University of North Carolina Press.
- Knauer, Lisa Maya; Walkowitz, Daniel J., eds. (2004). Memory and the Impact of Political Transformation in Public Space. Durham, NC: Duke University Press.
- Knauer, Lisa Maya; Walkowitz, Daniel J., eds. (2009). Contested Histories in Public Space: Memory, Race, and Nation. Durham, NC: Duke University Press.
- Walkowitz, Daniel J. (2010). City Folk: English Country Dance and the Politics of the Folk in Modern America. New York, NY: New York University Press.
- Haverty-Stacke, Donna T.; Walkowitz, Daniel J., eds. (2010). Rethinking U.S. Labor History: Essays on the Working-Class Experience, 1756-2009. New York, NY: Continuum International Publishing Group.

### Переклади українською
- Деніел Валковіц: «Ми хотіли почути іншу версію історії — розказану робітниками» [Архівовано 12 листопада 2017 у Wayback Machine.] // Спільне. — 17.04.2013
- «Нормальне життя»: криза ідентичності донецьких шахтарів [Архівовано 22 жовтня 2016 у Wayback Machine.] // Політична критика. — 16.08.2016